# Сопки
Со́пки — село в Міжгірській селищній громаді Закарпатської області, що в Україні.
Перша згадка у XVII столітті. Село належало родині Липчеї.

## Релігія
Розповідають, що давніше мешканці Сопків ходили до церкви в село Лозянський, але згодом почали звинувачувати дзвонаря сусіднього села, що він розганяє хмари дзвонами лише тоді, коли буря вже наробила шкоди в Сопках.
Дерев'яну церкву збудував відомий на Міжгірщині будівничий православних церков Петро Карпа, а допомагав йому місцевий майстер Михайло Тайстра.
В 1940-х роках турню вкрили бляхою, пізніше бляхою вкрили всю церкву, включаючи й колись відкритий ґаночок. Малювання всередині церкви виконав художник Іван Андрішко. Церква невелика, з чітким поділом на три частини. Нава ширша за бабинець і вівтар. Невисока турня має два яруси і конічне чотирисхиле завершення.

## Населення
Згідно з переписом УРСР 1989 року чисельність наявного населення села становила 232 особи, з яких 97 чоловіків та 135 жінок.
За переписом населення України 2001 року в селі мешкало 295 осіб.

### Мова
Розподіл населення за рідною мовою за даними перепису 2001 року:
| Мова       | Відсоток |
| ---------- | -------- |
| українська | 99,32 %  |
| російська  | 0,34 %   |
| інші       | 0,34 %   |